# Marta Solano Heredia
Marta Solano Heredia (Madrid, 1979) és una periodista i presentadora de televisió.
Llicenciada en Periodisme per la Universitat Complutense de Madrid, Marta va debutar a la televisió en els programes d'esports de Localia TV, però actualment treballa a TVE, on des de 2005 va començar com a redactora del Telenotícies a la secció de Nacional, encara que aviat va passar a Esports. Des de llavors i fins a 2013 ha presentat Esports en totes les edicions dels Telediarios. Durant dues temporades (2011-2013) va ser la copresentadora de  Estudio Estadio i Desafío Champions.
Des del 15 de juliol de 2013 fins al 15 de juliol de 2014 va presentar el programa d'actualitat  España Directo .
El 29 de juny de 2014 s'anuncia que la Marta passa a presentar la secció d'esports, al costat d'Arseni Cañada, a l'espai informatiu  Telediario  del cap de setmana en substitució de Maria Escario. No obstant això va rebutjar l'oferta per motius personals.
Des de juny de 2015 presenta el programa de servei públic  Seguretat vital  a La 1 de TVE.
Des de 13 de gener de 2018, substitueix a Lara Siscar al Telediario Matinal de Cap-de-setmana al Canal 24 horas, copresentant al costat de Mercedes Martel.